# Olli Briesch

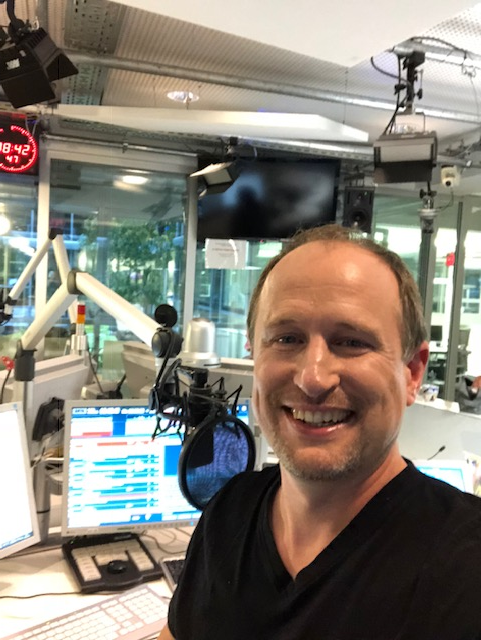
Olli Briesch, 2018

Oliver „Olli“ Briesch (* 27. Januar 1975 in Trier) ist ein deutscher Hörfunk- und Fernsehmoderator.

## Privates
Briesch absolvierte 1994 sein Abitur und studierte Geographie, BWL und Medienmarketing in Trier und München.

## Werdegang
Nach Stationen bei Radioropa Info (1995), Energy Rheinland-Pfalz (1996–1997) und Energy München (1998) kam Briesch Ende 1999 zum WDR-Radio 1LIVE. Dort moderierte er zunächst Sendungen am Vormittag und Nachmittag und wechselte dann als Moderator in die Frühsendung des Senders. Seit Einführung der Doppelmoderation 2007, moderiert Olli Briesch die Morningshow montags bis freitags von 5 bis 10 Uhr zusammen mit Michael Imhof. In den Jahren 2002 bis 2010 moderierte er auch den jährlichen Musikpreis 1 Live Krone, der im WDR Fernsehen ausgestrahlt wird.
Von Juli 2010 bis September 2014 moderierte Briesch jeden Sonntag die Sendung Weck Up in Sat.1, zunächst zusammen mit Christine Henning, später mit Judith Pinnow. Die Sendung wurde wegen einer fehlerhaften Lizenzvergabe der zuständigen Landesmedienanstalt und mehreren Gerichtsurteilen aus dem Programm genommen und wird seitdem nicht mehr produziert. Als Fernsehmoderator stand Briesch 2006 für die WDR-Show Für Heute-Danke! vor der Kamera, saß bei Sat.1 im Panel der Sendung Was denkt Deutschland?.
Ab Juli 2007 moderierte er die Sendung Quiztour. Aufgrund schlechter Einschaltquoten wurde die Sendung von kabel eins frühzeitig abgesetzt. Von 2009 bis 2016 war Olli Briesch im Auftrag des NDR die Stimme beim deutschen Musikpreis Echo und kommentierte live die Preisverleihung.
2016 produzierte 1LIVE eine Webserie mit Briesch und Imhof, in der fiktive Off Air Szenen aus dem Studio gezeigt werden.
Am 31. Oktober und 1. November 2017, zwei aufeinanderfolgenden Feiertagen in NRW, moderierten Olli Briesch und sein Moderationspartner Michael Imhof eine 48-Stunden Show im 1LIVE Studio. Die Sendung mit dem Titel Mission Feiertag war die längste Sendestrecke in der Geschichte von 1LIVE. Unterstützung bekamen die beiden u. a. von Gästen wie Elyas M’Barek, Luke Mockridge oder durch Auftritte der Band Querbeat.
Für Aufsehen sorgte eine Sendung vom 7. September 2018. An diesem Morgen wurden Briesch und Imhof von ihrem Team mit einer Aufgabe überrascht. Die Musik ging aus und die beiden mussten spontan 3 Stunden „unplugged“ moderieren, also ohne Musik und jegliche Sendeelemente. Während dieses ungewöhnlichen Experiments gab es kurze Auftritte der Musiker Bosse und Josh, sowie ein langes Abschiedsinterview von BVB Torwart Roman Weidenfeller, der am gleichen Abend seine Karriere offiziell beendete.
Briesch moderiert zahlreiche Events und Veranstaltungen. 2014 bis 2016 war mit einem Bühnenprogramm rund um die 1LIVE O-Ton-Charts in 50 Städten in NRW auf Tour. Er war Moderator einer großen Bühnentour zum Abschied von Radiokollege Jürgen Domian.
Olli Briesch arbeitet zudem als Coach für Radiosender, z. B. die Campusradios in NRW. An der Deutschen Hörfunkakademie in Oberhausen war Briesch als Gastdozent tätig.